# Santo Amonti
Santo Amonti (* 19. Dezember 1937 in Brescia, Lombardei) ist ein ehemaliger italienischer Boxer.

## Werdegang
Santo Amonti, in Boxerkreisen nur als Sante Amonti bekannt, begann als Jugendlicher in seiner Heimatstadt Brescia mit dem Boxen. Nach kurzer Amateurlaufbahn wurde er bereits mit 19 Jahren Berufsboxer. Zu Beginn seiner Profilaufbahn wog er ca. 80 kg und boxte im Halbschwergewicht, später stieg er in das Schwergewicht auf, blieb aber mit einem Körpergewicht von ca. 85 kg stets ein "leichter" Schwergewichtler. Er war ein schlagstarker Kämpfer, der mutig auch stärkste Gegner akzeptierte.
Seinen ersten Profikampf bestritt er am 21. Mai 1957 in Brescia und kam dabei im Halbschwergewicht zu einem K.-o.-Sieg über einen Manfred Heimann, dessen Nationalität nicht feststellbar ist. Seinen ersten Kampf im Ausland bestritt er am 18. Oktober 1957 in Hamburg gegen den Deutschen Erwin Hack, der damals schon in der europäischen Rangliste der Berufsboxer im Halbschwergewicht an 10. Stelle stand. Er kämpfte gegen diesen unentschieden.
In den folgenden zwei Jahren war seine Boxerlaufbahn durch die Einberufung zum italienischen Militär stark beeinträchtigt, weil er dadurch nicht mehr regelmäßig trainieren konnte. Trotzdem war er sehr erfolgreich und wurde am 26. Dezember 1958 in Rom sogar italienischer Meister im Halbschwergewicht durch einen Techn. K.-o.-Si9eg in der 11. Runde über Domenico Baccheschi. Diesen Titel verteidigte er am 1. Juni 1959 in Rom durch einen Punktsieg nach 12 Runden über Rocco Mazzola.
Am 5. November 1959 erhielt Santo Amonti die Chance in Dortmund gegen Erich Schöppner aus Deutschland um die Europameisterschaft im Halbschwergewicht zu kämpfen. Er hatte bis zu diesem Zeitpunkt 31 Kämpfe bestritten, von denen er 30 gewonnen hatte. Der Kampf gegen Erich Schöppner ging in der Westfalenhalle über die volle Distanz von 15 Runden und endete mit einem knappen Punktsieg von Schöppner.
Im Januar 1960 wurde Santo Amonti in der NBA-Weltrangliste im Halbschwergewicht an Platz 10 und in der Europa-Rangliste hinter Erich Schöppner und vor dem Briten Chic Calderwood auf Platz 2 geführt.
Am 8. März 1960 verlor er seinen italienischen Meistertitel im Halbschwergewicht im Palazzo dello Sport in Rom an Giulio Rinaldi. In diesem Kampf wurde er bereits in der 1. Runde von Rinaldi so hart am Kopf getroffen, dass ein Auge vollständig zu schwoll. Der Kampfrichter ließ ihn deshalb zur 2. Runde nicht mehr antreten und erklärte Rinaldi zum Sieger durch Techn. K. o. in der 2. Runde.
Santo Amonti wechselte daraufhin in das Schwergewicht und erhielt am 31. Mai 1962 in Brescia vor 16.000 Zuschauern die Chance gegen den Ex-Europameister Franco Cavicchi um den italienischen Meistertitel im Schwergewicht zu boxen. Er dominierte in diesem Kampf von Anfang an und Cavicchi konnten den harten Schlägen von Santo Amonti nur durch ständiges Halten und Abducken entweichen. Als er damit auch nach mehrmaliger Verwarnung durch den Ringrichter nicht aufhörte, wurde Cavicchi in der 5. Runde disqualifiziert und Santo Amonti zum neuen italienischen Meister im Schwergewicht erklärt.
Am 7. Juli 1962 schlug Santo Amonti in Brescia auch den englischen Weltranglisten-Schwergewichtler Brian London über 10 Runden einstimmig nach Punkten. Am 13. Oktober 1962 verteidigte er in Rom mit einem Techn. K.-o.-Sieg in der 3. Runde über Giacomo Bozzano seinen italienischen Meistertitel erfolgreich. 1963 kämpfte er in Brescia und Rom gegen Spitzenboxer von Rang. Am 5. Mai 1963 erzielte er in Rom gegen den US-Amerikaner Wayne Bethea ein Unentschieden und am 13. September schlug er in Rom den Briten Joe Bygraves nach Punkten. Ein "High-Light" in der Laufbahn von Santo Amonte war der Kampf im 6. Januar 1964 in Stockholm gegen Floyd Patterson aus den Vereinigten Staaten, auch wenn er gegen diesen eine Techn. K.-o.-Niederlage in der 8. Runde hinnehmen musste. Floyd Patterson war der Boxer, der als erster Schwergewichtler der Welt das ungeschriebene Gesetz des "They Never Come Back" durchbrochen hatte.
Am 5. Mai 1964 verteidigte er seinen italienischen Meistertitel in Brescia mit einem Punktsieg über Piero Tomasoni. Am 17. Oktober 1964 kämpfte er in Berlin gegen den Deutschen Meister Karl Mildenberger um den vakanten Europameistertitel im Schwergewicht. Santo Amonti musste in diesem Kampf die schwerste Niederlage in seiner Laufbahn einstecken, denn er verlor ihn in der 1. Runde durch K. o. Nach diesem Kampf wurde er in der WBA-Weltrangliste der Schwergewichtler an Rang 15 geführt.
1965 verteidigte er in Rom noch zweimal seinen italienischen Schwergewichtstitel erfolgreich. Am 22. Januar 1965 besiegte er Benito Penna durch Techn. K. o. in der 8. Runde und am 6. Juni 1965 Giuseppe Migliari durch Techn. K. o. in der 10. Runde. Am 5. November 1965 verlor er diesen Titel dann an Piero Tomasoni, der ihn in der 9. Runde durch K. o. besiegte.
Seinen letzten Kampf bestritt Santo Amonti am 2. August 1967 in Los Angeles, in dem er gegen den Mexikaner Manuel Ramos durch Techn. K. o. in der 10. Runde verlor.

## Titelkämpfe von Santo Amonti
| Datum      | Ort      | um den Titel von | Gewichtsklasse | Ergebnis                                                             |
| 26.12.1958 | Rom      | Italien          | Halbschwer     | Techn. K.O.-Sieg in der 11. Runde über Domenico Baccheschi           |
| 1.6.1959   | Rom      | Italien          | Halbschwer     | Punktsieg über Rocco Mazzola (12 Runden)                             |
| 5.11.1959  | Dortmund | Europa (EBU)     | Halbschwer     | Punktniederlage gegen Erich Schöppner, Deutschland (15 Runden)       |
| 8.3.1960   | Rom      | Italien          | Halbschwer     | Techn. K.O.-Niederlage in der 2. Runde gegen Giulio Rinaldi          |
| 31.5.1962  | Brescia  | Italien          | Schwer         | Disq.-Sieg in der 5. Runde über Franco Cavicchi                      |
| 13.10.1962 | Rom      | Italien          | Schwer         | Techn. K.O.-Sieg in der 3. Runde über Giacomo Bozzano                |
| 5.5.1964   | Brescia  | Italien          | Schwer         | Punktsieg über Piero Tomasoni (12 Runden)                            |
| 17.10.1964 | Berlin   | Europa (EBU)     | Schwer         | K.O.-Niederlage in der 1. Runde gegen Karl Mildenberger, Deutschland |
| 22.1.1965  | Rom      | Italien          | Schwer         | Techn. K.O.-Sieg in der 8. Runde über Benito Penna                   |
| 6.6.1965   | Rom      | Italien          | Schwer         | Techn. K.O.-Sieg in der 10. Runde über Giuseppe Migliari             |
| 5.11.1965  | Mailand  | Italien          | Schwer         | K.O.-Niederlage in der 9. Runde gegen Piero Tomasoni                 |